# (11905) Giacometti
(11905) Giacometti ist ein Asteroid des mittleren Hauptgürtels, der am 6. November 1991 von dem belgischen Astronomen Eric Walter Elst am La-Silla-Observatorium der Europäischen Südsternwarte in Chile (IAU-Code 809) entdeckt wurde.
Der Asteroid gehört zur Eunomia-Familie, einer nach (15) Eunomia benannten Gruppe, zu der vermutlich fünf Prozent der Asteroiden des Hauptgürtels gehören.
(11905) Giacometti wurde am 30. Dezember 2001 nach dem Schweizer Bildhauer Alberto Giacometti benannt. In der Widmung besonders hervorgehoben werden drei Werke Giacomettis: Tête qui regarde (1929), The Palace at 4 a.m. (1932) und 1 + 1 = 3 (1934).